# Oleg Georgijewitsch Postnow

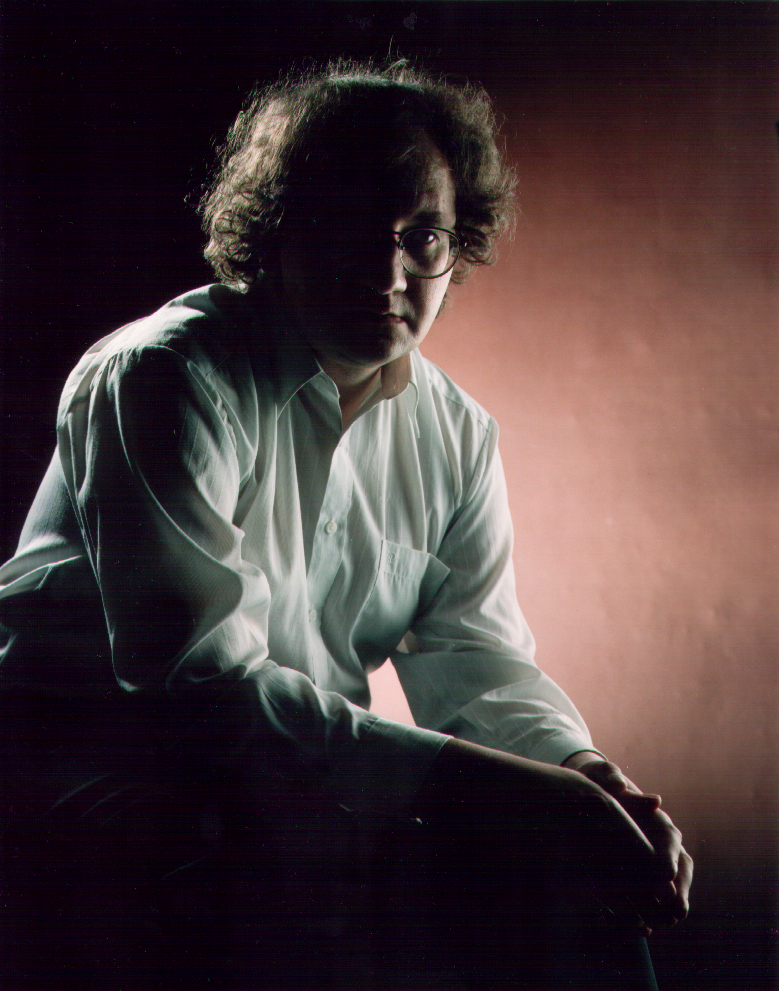
Oleg Georgijewitsch Postnow

Oleg Georgijewitsch Postnow (russisch Олег Георгиевич Постнов, wiss. Transliteration Oleg Georgievič Postnov; Betonung: Olég Geórgijewitsch Postnów; * 24. Dezember 1962 im Akademgorodok in Nowosibirsk) ist ein russischer Professor für Philologie, Übersetzer und Schriftsteller.
Neben einer 1997 erschienenen Biografie Iwan Gontscharows, über den er bereits 1990 promoviert hatte, und zwei Bänden mit Novellen und Erzählungen veröffentlichte er 2001 seinen ersten Roman unter dem Titel Angst (Страх). In Deutschland ist das Buch in der Übersetzung von Ganna-Maria Braungardt 2003 bei Rowohlt erschienen.